# Xirley
Xirley é uma canção da cantora brasileira Gaby Amarantos, contida em seu primeiro álbum de solo, Treme. A música é composição do pernambucano Zé Cafofinho e Hugo Gila, Felipe Machado, Chiquinho, Marcelo Machado e traz todos os elementos da música paraense, principalmente o merengue.

## Videoclipe
No clipe Gaby Amarantos é Xirley Xarque uma mulher muito pobre, que para conseguir sucesso acaba se pirateando. Quem dirigiu foi Priscilla Brasil. Foram 6 dias de gravação, 16 cenários, 60 pessoas trabalhando.
O videoclipe da música Xirley já possui mais de 1 milhão de visualizações no Youtube

### Recepção
“Xirley”, que já foi citada por Nelson Motta em sua coluna no Jornal da Globo e causou euforia nas redes sociais. A música foi muito aprovada pelo público e teve uma recepção excelente. Alcançou a posição #16 no Brasil.